# Julio Largacha
Julio F. Largacha (* 1. November 1950 in San Juan, Argentinien; † 3. Juli 2006 auf der Bundesautobahn 43 bei Haltern am See, Deutschland) war ein argentinischer Pianist und Professor für Klavier.
Er studierte zusammen mit Bruno Leonardo Gelber, Martha Argerich und Enrique Barenboim Klavier bei Vincenzo Scaramuzza in Buenos Aires. Während seiner Zeit als Stipendiat der Bloomington University (USA) waren vor allem  Claudio Arrau sowie Eliza Hansen für ihn besonders prägende Künstlerpersönlichkeiten.
Julio F. Largacha lehrte als Professor für Klavier an der Hochschule für Musik Köln sowie  an der Universität Osnabrück und war künstlerischer Leiter verschiedener Meisterklassen. Zudem erhielt er einen Lehrauftrag am bischöflichen Kirchenmusikseminar Osnabrück. Darüber hinaus hielt er sich häufig in Buenos Aires und San Juan (Argentinien) sowie in Tarragona und Palma (Spanien) auf.
Seine individuelle, die Möglichkeiten des Schülers berücksichtigende Arbeitsweise hat ihn zu einem der international bedeutendsten Klavierpädagogen werden lassen. Bedeutende Pianisten wie Bruno Leonardo Gelber, Lasar Berman oder Ivo Pogorelich schätzten ihn als ihren künstlerischen Berater.